# Каноло Нуова
Каноло Нуова је насеље у Италији у округу Ређо ди Калабрија, региону Калабрија.
Према процени из 2011. у насељу је живело 335 становника. Насеље се налази на надморској висини од 894 м.